# Ernst Gottlieb Baron
Ernst Gottlieb Baron (17. února 1696, Vratislav – 12 dubna 1760, Berlín) byl německý loutnista, hudební skladatel a hudební teoretik.

## Životopis
Od svých 14 let se Baron učil hře na loutnu, pravděpodobně u Jakoba Carla Kohauta, otce Karla Kohauta. Po absolvování vratislavské školy Elisabethianum začal v roce 1715 studovat práva a filozofii na univerzitě v Lipsku. V roce 1720 se zapsal na univerzitu v Jeně, kde se u Johanna Nikolause Bacha a Jakoba Adlunga vzdělával také ve hře na klávesové nástroje a v hudební teorii. V roce 1728 získal místo loutnisty u vévodského dvora v durynské Gothě. V roce 1737 se přesunul na dvůr pruského korunního prince Fridricha v Rheinsbergu, kde hned po svém jmenování dostal povolení vycestovat do Drážďan, aby zde získal theorbu. V Drážďanech se setkal se Sylviem Leopoldem Weissem, kterého velmi obdivoval. Poté, co byl Fridrich korunován pruským králem, působil Baron až do své smrti jako loutnista ve výrazně rozšířené dvorní kapele v Berlíně.
Jeho skladatelská tvorba sestává především ze sonát a instrumentálních děl. V jím vydaném díle Untersuchung des Instruments der Lauten (1727) je dobře patrný vliv jeho přítele Sylvia Leopolda Weisse.

## Dílo

### Kompozice
- Duetto G dur pro flétnu a loutnu
- Sonáta G dur pro flétnu a loutnu
- Suita a moll pro loutnu
- Partita a moll pro loutnu
- Concerto d moll pro zobcovou flétnu a loutnu
- Concerto c moll pro hoboj, loutnu a bas

Baronova loutnová díla byla částečně upravena Kurtem Schumacherem.

### Spisy
- Historisch-theoretische und practische Untersuchung des Instruments der Lauten. Norimberk 1727. ( digitalizováno )